# Ukrajinská řeckokatolická církev
Ukrajinská řeckokatolická církev (ukrajinsky Українська греко-католицька церква / Ukrajins’ka hreko-katolyc’ka cerkva) je největší řeckokatolickou církví a největší východní katolickou církví na světě vůbec.
Byla založena roku 1596 v důsledku Unie brzeska (Brestská unie), která sjednotila řeckokatolickou církev s římskokatolickou církví. Církev je nositelkou tradice byzantského ritu, přičemž uznává papežskou svrchovanost. Církev má asi 5,5 milionu věřících s rostoucím trendem. Nejsilnější pozici má církev v Haliči na západní Ukrajině (Lvovská, Ternopilská a Ivanofrankivská oblast), přesto byla dříve v počtu věřících na Ukrajině až na 2. místě za Ukrajinskou pravoslavnou církví (Moskevský patriarchát), jejíž prvenství převzala roku 2011 Ukrajinská pravoslavná církev Kyjevského patriarchátu. Dále se k ní hlásí především příslušníci ukrajinské menšiny v Polsku, USA, Kanadě, Austrálii, Argentině, Brazílii, Velké Británii a Francii (vč. dalších zemí); a také v Německu a Skandinávii (Apoštolský exarchát).

## Administrativní členění
V čele Ukrajinské řeckokatolické církve stojí jako primas vyšší arcibiskup, jehož vlastní archieparchií byl původně Lvov, v srpnu 2005 bylo sídlo přeneseno ze Lvova do Kyjeva, kde byl též vybudován mohutný kostel Zmrtvýchvstání, nicméně faktickým střediskem církve zůstává Lvov. Církev se člení na 8 provincií (tvořených archieparchií a jí sufrgánních eparchií), 4 na Ukrajině a dále v Polsku, Spojených státech, Kanadě a Brazílii, a několik dalších eparchií a exarchátů. V čele církve (od ledna 2001 lvovský) od srpna 2005 stojí vyšší (tj. vrchní) arcibiskup kyjevsko-haličský Svjatoslav Ševčuk. Je tak jednou ze čtyř tzv. vyšších arcibiskupských východních katolických církví.

### Církevní provincie, archieparchie a eparchie

#### Církevní provincie kyjevská
- Vyšší archieparchie Kyjev–Halyč – vlastní archieparchie vyššího arcibiskupa ( Ukrajina)
  - Arcibiskupský exarchát Doněck
  - Arcibiskupský exarchát Charkov
  - Arcibiskupský exarchát Luck
  - Arcibiskupský exarchát Oděsa
  - Arcibiskupský exarchát Krym

#### Církevní provincie Ivano-Frankivsk
- Archieparchie Ivano-Frankivsk (2) ( Ukrajina)
  - Eparchie Kolomyja (7)
  - Eparchie Černovice (9)

#### Církevní provincie lvovská
- Archieparchie lvovská (1) ( Ukrajina)
  - Eparchie Sambir-Drohobyč (4)
  - Eparchie Sokal-Žovkva (5)
  - Eparchie stryjská (6)

#### Církevní provincie Ternopil-Zborov
- Archieparchie Ternopil-Zborov ( Ukrajina)
  - Eparchie Bučač (8)
  - Eparchie Kamenec Podolský (10)

#### Církevní provincie Přemyšl-Varšava
- Archieparchie Přemyšl-Varšava ( Polsko)
  - Eparchie Vratislav-Koszalin
  - Eparchie Olštýn-Gdaňsk

#### Církevní provincie Winnipeg
- Archieparchie Winnipeg ( Kanada)
  - Eparchie Edmonton
  - Eparchie Toronto
  - Eparchie Saskatoon
  - Eparchie New Westminster

#### Církevní provincie Filadelfia
- Ukrajinská katolická archieparchie filadelfská ( USA)
  - Ukrajinská katolická eparchie sv. Mikuláše v Chicagu
  - Ukrajinská katolická eparchie ve Stamfordu
  - Eparchie sv. Josafata v Parmě

#### Církevní provincie Curitiba
- Ukrajinská katolická archieparchie sv. Jana Křtitele v Curitibě ( Brazílie)
  - Ukrajinská katolická eparchie Neposkvrněného Početí P. Marie v Prudentópolis

#### Další eparchie
- Eparchie sv. Petra a Pavla v Melbourne ( Austrálie) (sufragánní eparchie latinské Arcidiecéze Melbourne)
- Eparchie Santa María del Patrocinio en Buenos Aires ( Argentina) (sufragánní eparchie latinské Arcidiecéze Buenos Aires)
- Pařížská eparchie byzantské ukrajinské církve svatého Vladimíra Velikého ( Francie,  Belgie,  Lucembursko,  Nizozemsko,  Švýcarsko)
- Eparchie Svaté Rodiny v Londýně ( Spojené království)

#### Apoštolské exarcháty
- Apoštolský exarchát v Německu a Skandinávii ( Německo,  Dánsko,  Norsko,  Švédsko)
- Apoštolský exarchát Itálie ( Itálie)

#### Apoštolská administratura
- Apoštolská administratura Kazachstán a Střední Asie

## Fotogalerie

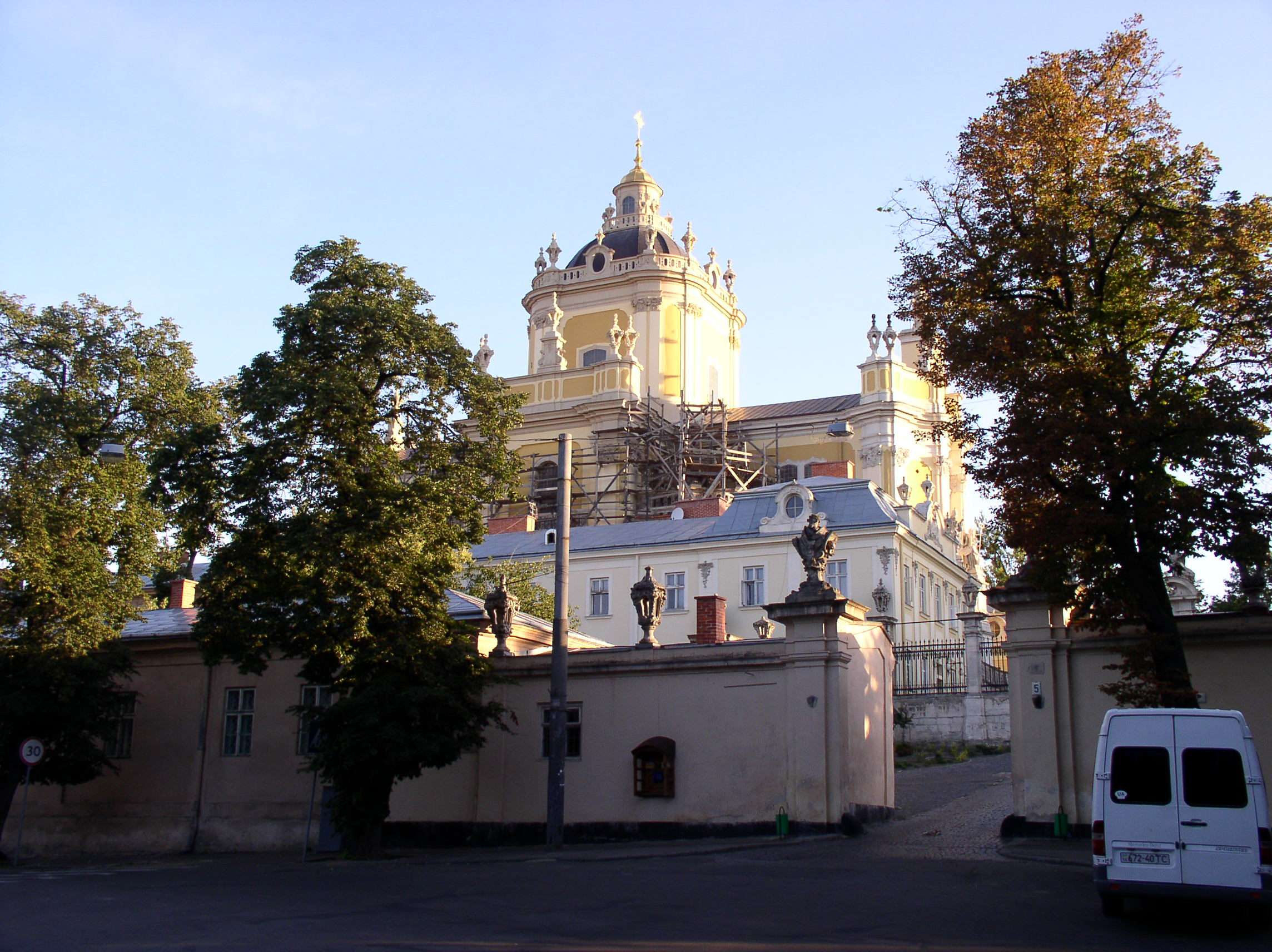
Lvovská katedrála sv. Jiří
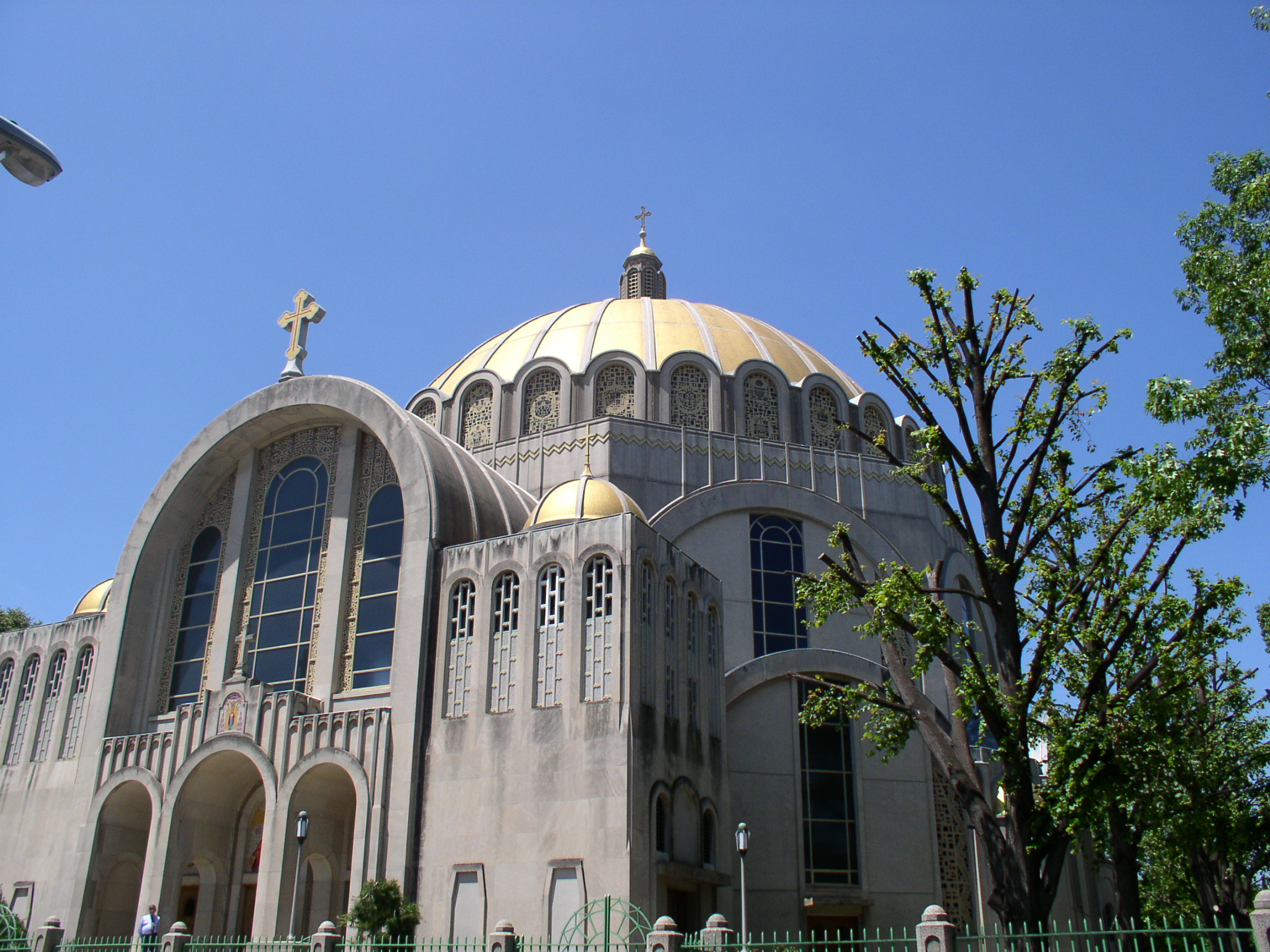
Katedrála Neposkvrněného početí ve Filadelfii
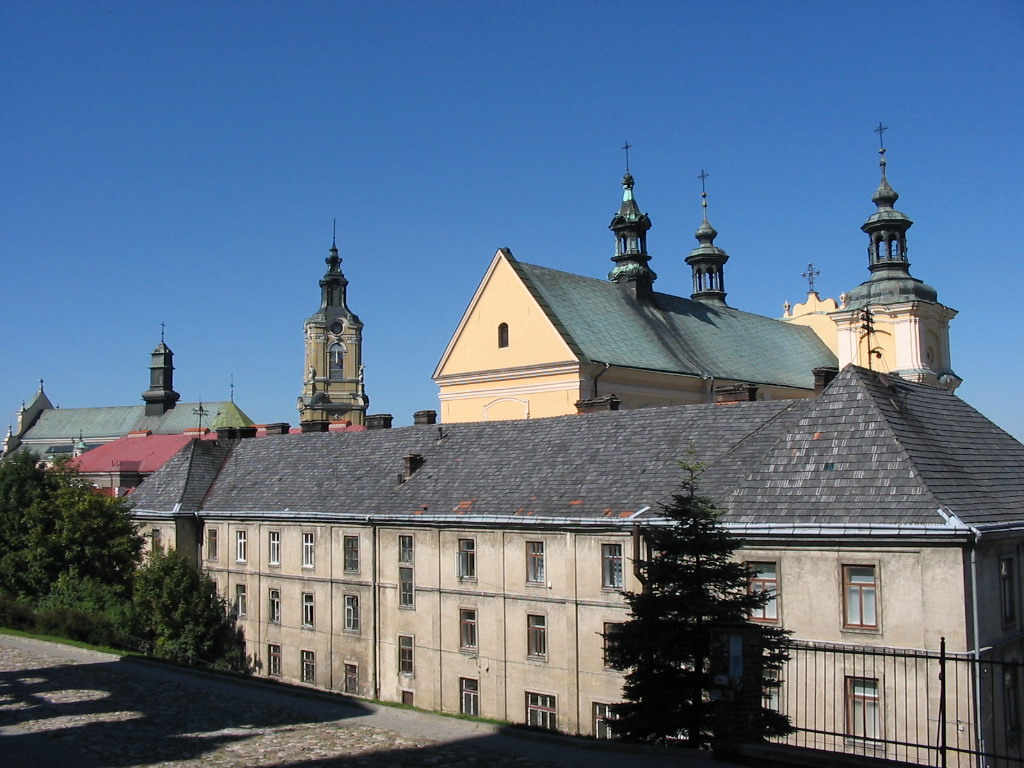
Katedrála v Přemyšlu (vpravo)
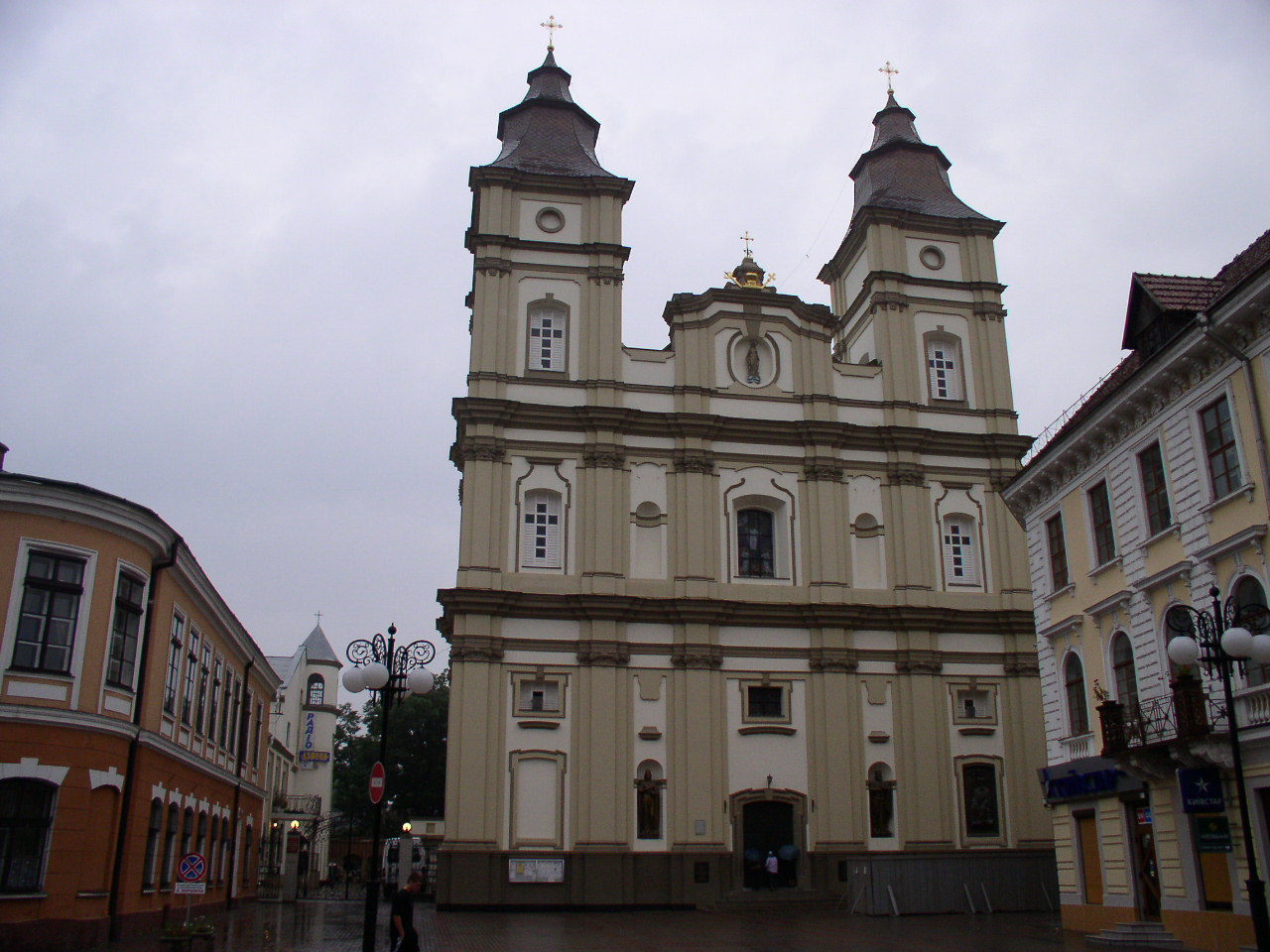
Katedrála Zmrtvýchvstání v Ivano-Frankivsku
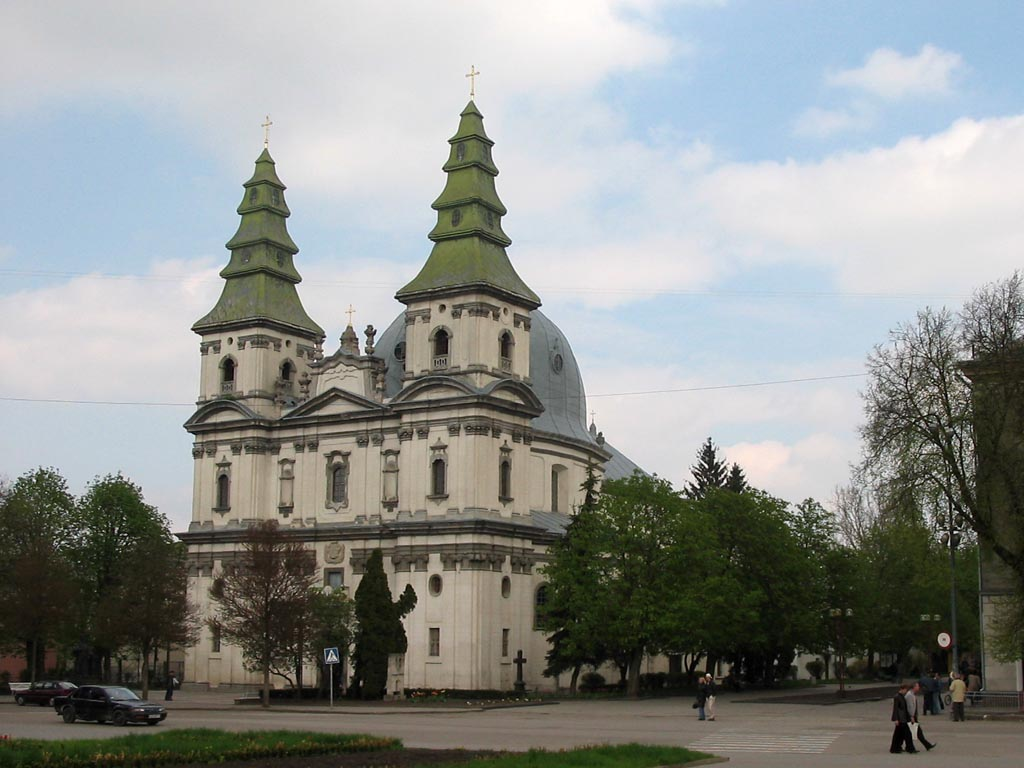
Ternopilská katedrála Neposkvrněného početí
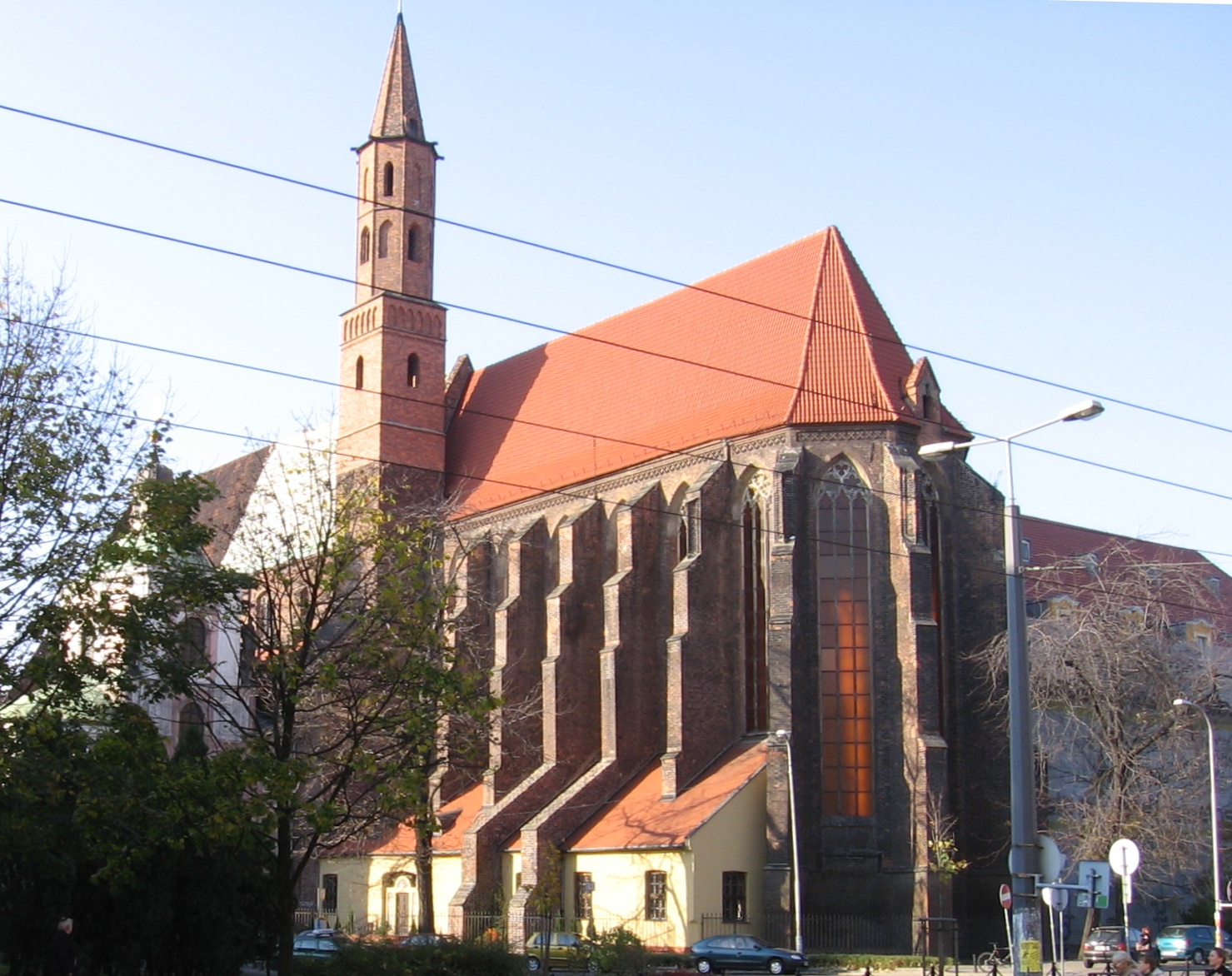
Katedrála sv. Vincence a sv. Jakuba ve Vratislavi
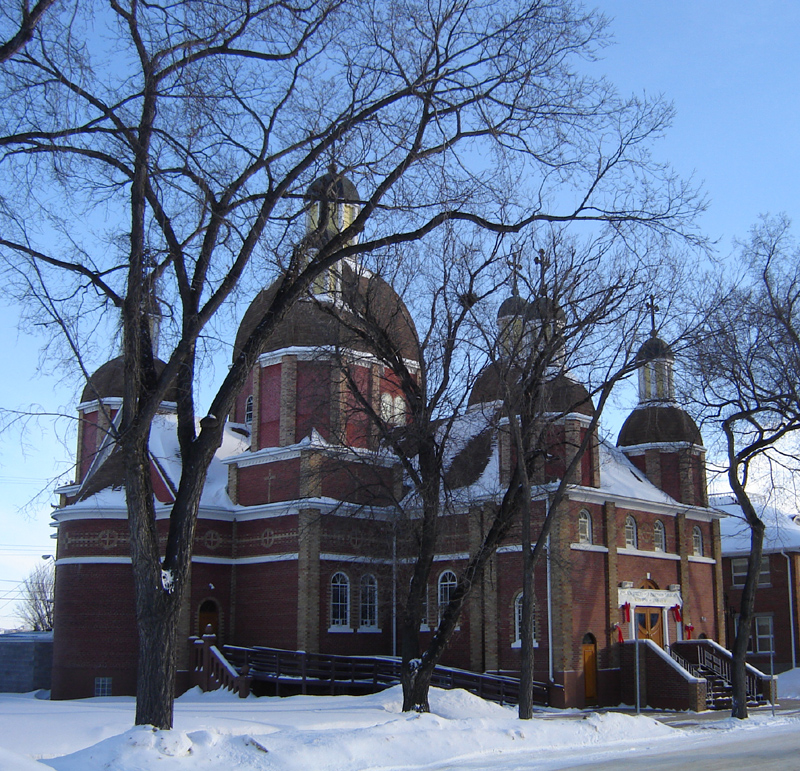
Katedrála sv. Jiří v kanadském Saskatoonu
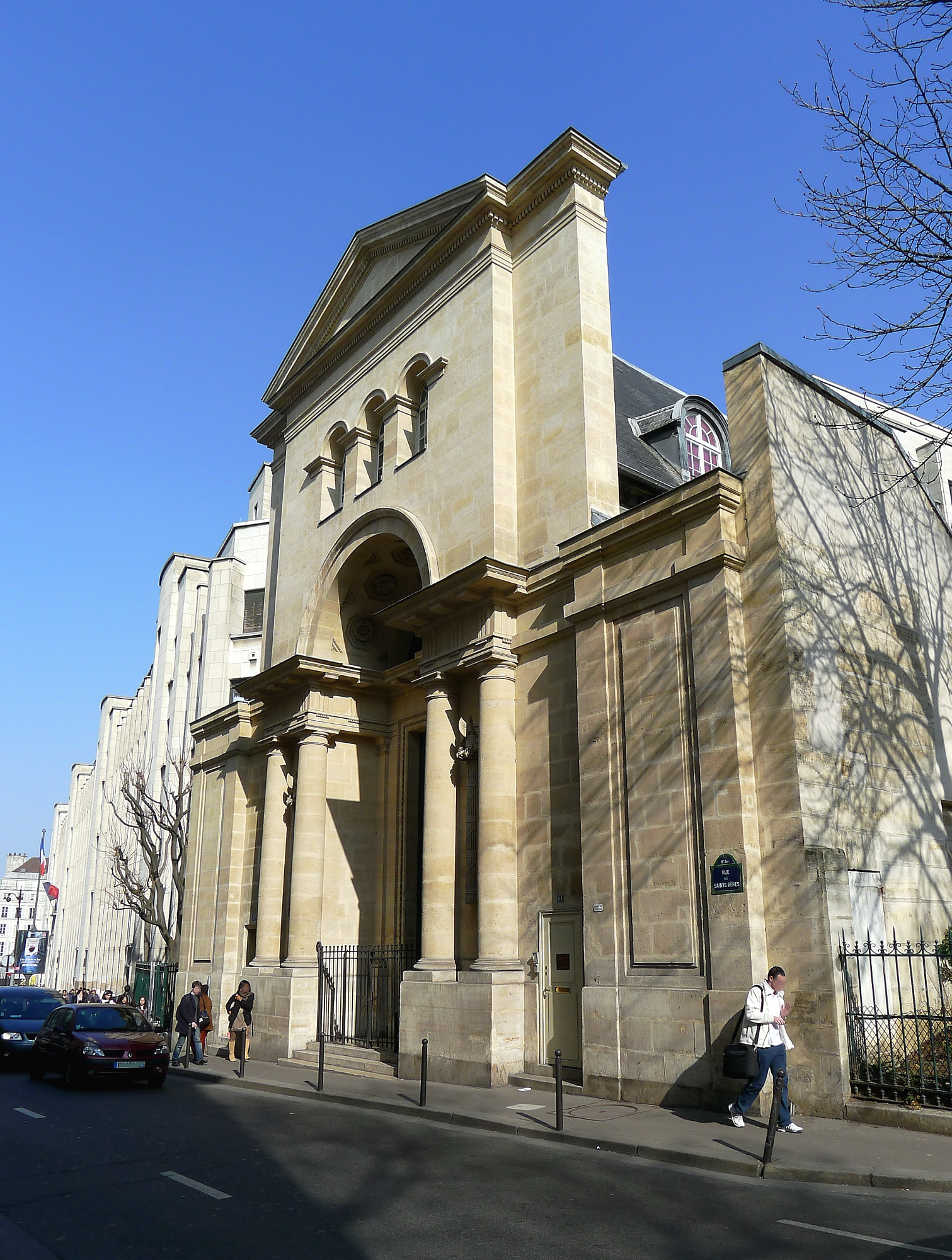
Katedrála sv. Vladimíra v Paříži